# Кандер (река, впадает в Тунское озеро)
Кандер (нем. Kander) — река в Швейцарии, протекает на юге кантона Берн, впадает в Тунское озеро.
Берёт начало на высоте 1875 м (ледник Кандер), протекает долину Гастерен и через ущелье Клус попадает в собственно долину Кандер, из которой переходит в долину Фрутиг; впадает в Тунское озеро на высоте 560 м. Прежде Кандер впадал в Аре, но в 1711—14 гг. для устранения частых наводнений был устроен канал, который отклонил реку в озеро. Кандер не судоходен, длина его 44 км.